# Florian Schärdel
Florian Schärdel (* 1982 in Tübingen) ist ein deutscher Jurist. Er ist Richter am Verfassungsgerichtshof des Landes Berlin und am Amtsgericht Schöneberg.

## Leben und beruflicher Werdegang
Schärdel ist in Freiburg im Breisgau aufgewachsen. Seit 2012 ist er Richter. Von 2016 bis 2019 war er persönlicher Referent des Justizsenators Dirk Behrendt. Am Amtsgericht Schöneberg ist Schärdel zuständig für Allgemeine Zivilsachen, Personenstandsrecht und Gerichtsverwaltungsangelegenheiten.
Im Juli 2024 wurde Schärdel auf sieben Jahre zum Richter am Verfassungsgerichtshof des Landes Berlin gewählt. Schärdel war dabei Teil einer Einigung von CDU, SPD, Grünen und Linken. Die Grünen hatten zunächst die Frankfurter Rechtsanwältin Seda Başay-Yıldız vorgeschlagen, den Vorschlag auf Druck der CDU aber zurückgezogen.

## Politik
Schärdel ist Mitglied von Bündnis 90/Die Grünen. Er wurde im März 2011 als Nachrücker für Daniel Wesener Mitglied der Bezirksverordnetenversammlung (BVV) Friedrichshain-Kreuzberg, der sein Mandat wegen der Wahl zum Landesvorsitzenden der Berliner Grünen aufgab. Nach der Wahl 2011 wurde er zusammen mit Paula Rieser zum Fraktionssprecher gewählt. Im August 2012 legte er sein Mandat nieder, als er zum Richter ernannt wurde. Schärdel ist in der Berliner Landesgruppe des Vereins RechtGrün aktiv.

## Veröffentlichungen
- mit Michael Kloepfer, Andreas Walus und Sandra Deye: Handbuch des Katastrophenrechts (= Schriften zum Katastrophenrecht. Band 9). Nomos Verlag, 2014, ISBN 978-3-8487-1006-5.
- Die Bücherkodifikation: Untersuchung einer Gesetzgebungstechnik (= Gesetzgebung und Verfassung. Band 4). Nomos Verlag, 2012, ISBN 978-3-8329-7174-8.